# Uku (Népal)
Uku (en népalais : उकु) est un comité de développement villageois du Népal situé dans le district de Darchula. Au recensement de 2011, il comptait 3 572 habitants.